# Élections municipales de 1995 à Marseille
Pour un article plus général, voir Élections municipales françaises de 1995.
 (février 2025).
Si vous disposez d'ouvrages ou d'articles de référence ou si vous connaissez des sites web de qualité traitant du thème abordé ici, merci de compléter l'article en donnant les références utiles à sa vérifiabilité et en les liant à la section « Notes et références ».
Les élections municipales à Marseille ont eu lieu les 11 et 18 juin 1995.
Alors que le maire sortant Robert Vigouroux ne se représente pas, Jean-Claude Gaudin (union UDF-RPR) ravit la ville de Marseille à la gauche face au socialiste Lucien Weygand.

## Mode de scrutin
Suivant la loi PLM, les élections municipales se déroulent par secteur, regroupant chacun deux arrondissements. Chaque secteur élit ses conseillers (303 au total), dont un tiers siègent au Conseil municipal (101).
Dans chaque secteur, la liste arrivée en tête obtient la moitié des sièges. Le reste est réparti à la proportionnelle entre toutes les listes ayant obtenu au moins 5 % des voix. Un deuxième tour est organisé si aucune liste n'atteint les 50 % au premier tour, seules les listes ayant obtenu aux moins 10 % peuvent s'y présenter.

## Candidats
Le maire sortant, Robert Vigouroux, élu en 1989 en dissident PS, ne se représentante pas. Une liste « vigouriste » est conduite par Jacques Rocca Serra.
À gauche, le président du Conseil général des Bouches-du-Rhône, le socialiste Lucien Weygand, conduit une liste d'union avec le Parti communiste. Il affronte une liste dissidente de Michel Pezet. À droite, le sénateur et président du Conseil régional UDF Jean-Claude Gaudin se présente allié avec le RPR.

### Maires élus

Couleur politique des maires de secteur à l'issue des élections de 1995.

## Résultats
| Tête de liste  | Tête de liste       | Partis         | Premier tour | Premier tour | Second tour | Second tour | Sièges | Sièges  |
| Tête de liste  | Tête de liste       | Partis         | #            | %            | #           | %           | #      | %       |
| -------------- | ------------------- | -------------- | ------------ | ------------ | ----------- | ----------- | ------ | ------- |
|                | Jean-Claude Gaudin  | UDF-RPR        | 85 006       | 36,22 %      | 88 972      | 40,37 %     | 55     | 54,45 % |
|                | Lucien Weygand      | PS-PCF         | 67 426       | 28,73 %      | 89 516      | 40,61 %     | 37     | 36,63 % |
|                | Ronald Perdomo      | FN             | 51 621       | 22,00 %      | 41 920      | 19,02 %     | 9      | 8,91 %  |
|                | Michel Pezet        | PS diss.-Verts | 14 188       | 6,05 %       |             |             |        |         |
|                | Jacques Rocca Serra | DVD-DVG        | 11 202       | 4,77 %       |             |             |        |         |
|                |                     |                |              |              |             |             |        |         |
|                | Autres Listes       |                | 5 221        | 2,22 %       |             |             |        |         |
| Inscrits       | Inscrits            | Inscrits       | 435 842      | 100 %        | 365 565     | 100 %       | 101    | 100 %   |
| Abstention     | Abstention          | Abstention     | 196 596      | 45,11 %      | 140 875     | 38,54 %     |        |         |
| Votants        | Votants             | Votants        | 239 246      | 54,89 %      | 224 690     | 61,46 %     |        |         |
| Blancs et nuls | Blancs et nuls      | Blancs et nuls | 4 582        | 1,92 %       | 4 282       | 1,91 %      |        |         |
| Exprimés       | Exprimés            | Exprimés       | 234 664      | 98,08 %      | 220 408     | 98,09 %     |        |         |

### Résultats par secteur

#### Iersecteur (1eret7earrondissements)
| Tête de liste  | Tête de liste       | Partis         | Premier tour | Premier tour | Second tour | Second tour | Sièges             | Sièges            |
| Tête de liste  | Tête de liste       | Partis         | #            | %            | #           | %           | Conseil de secteur | Conseil municipal |
| -------------- | ------------------- | -------------- | ------------ | ------------ | ----------- | ----------- | ------------------ | ----------------- |
|                | Jean Roatta         | UDF-RPR        | 9 238        | 41,58 %      | 12 267      | 49,65 %     | 24                 | 8                 |
|                | Jacques Rocca Serra | DVD-DVG        | 1 449        | 6,52 %       | 12 267      | 49,65 %     | 24                 | 8                 |
|                | Philippe Sanmarco   | PS-PCF         | 4 975        | 22,39 %      | 8 307       | 33,62 %     | 6                  | 2                 |
|                | Jackie Blanc        | FN             | 4 466        | 20,10 %      | 4 135       | 16,73 %     | 3                  | 1                 |
|                | Jeanne Laffitte     | PS diss.-Verts | 1 516        | 6,82 %       |             |             |                    |                   |
|                | Patrick Grenier     | LO             | 572          | 2,57 %       |             |             |                    |                   |
| Inscrits       | Inscrits            | Inscrits       | 41 360       | 100 %        | 41 360      | 100 %       | 33                 | 11                |
| Abstention     | Abstention          | Abstention     | 18 722       | 45,27 %      | 16 174      | 39,11 %     |                    |                   |
| Votants        | Votants             | Votants        | 22 638       | 54,73 %      | 25 186      | 60,89 %     |                    |                   |
| Blancs et nuls | Blancs et nuls      | Blancs et nuls | 422          | 1,86 %       | 477         | 1,89 %      |                    |                   |
| Exprimés       | Exprimés            | Exprimés       | 22 216       | 98,14 %      | 24 709      | 98,11 %     |                    |                   |

#### IIesecteur (2eet3earrondissements)
| Tête de liste  | Tête de liste         | Partis         | Premier tour | Premier tour | Second tour | Second tour | Sièges             | Sièges            |
| Tête de liste  | Tête de liste         | Partis         | #            | %            | #           | %           | Conseil de secteur | Conseil municipal |
| -------------- | --------------------- | -------------- | ------------ | ------------ | ----------- | ----------- | ------------------ | ----------------- |
|                | Jean-Noël Guérini     | PS-PCF         | 6 200        | 36,82 %      | 8 808       | 47,03 %     | 18                 | 6                 |
|                | Jean Roussel          | FN             | 4 268        | 25,35 %      | 4 095       | 21,87 %     | 3                  | 1                 |
|                | Éric Di Meco          | UDF-RPR        | 3 756        | 21,31 %      | 5 824       | 31,10 %     | 3                  | 1                 |
|                | Jean-Jacques Léonetti | PS diss.-Verts | 1 398        | 8,30 %       |             |             |                    |                   |
|                | Robert Cariou         | DVD-DVG        | 667          | 3,96 %       |             |             |                    |                   |
|                | Alain Persia          | DVD            | 297          | 1,76 %       |             |             |                    |                   |
|                | Jean-François Le Gall | SE             | 252          | 1,50 %       |             |             |                    |                   |
| Inscrits       | Inscrits              | Inscrits       | 31 332       | 100 %        | 31 332      | 100 %       | 24                 | 8                 |
| Abstention     | Abstention            | Abstention     | 13 976       | 44,61 %      | 12 226      | 39,02 %     |                    |                   |
| Votants        | Votants               | Votants        | 17 356       | 55,39 %      | 19 106      | 60,98 %     |                    |                   |
| Blancs et nuls | Blancs et nuls        | Blancs et nuls | 518          | 2,98 %       | 379         | 1,98 %      |                    |                   |
| Exprimés       | Exprimés              | Exprimés       | 16 838       | 97,02 %      | 18 727      | 98,02 %     |                    |                   |

#### IIIesecteur (4eet5earrondissements)
| Tête de liste  | Tête de liste         | Partis         | Premier tour | Premier tour | Second tour | Second tour | Sièges             | Sièges            |
| Tête de liste  | Tête de liste         | Partis         | #            | %            | #           | %           | Conseil de secteur | Conseil municipal |
| -------------- | --------------------- | -------------- | ------------ | ------------ | ----------- | ----------- | ------------------ | ----------------- |
|                | Renaud Muselier       | RPR-UDF        | 11 187       | 41,02 %      | 14 376      | 46,93 %     | 24                 | 8                 |
|                | Frédéric Rosmini      | PS-PCF         | 7 134        | 26,16 %      | 11 234      | 36,68 %     | 6                  | 2                 |
|                | Marie-Odile Rayé      | FN             | 5 587        | 20,49 %      | 5 021       | 16,39 %     | 3                  | 1                 |
|                | Gérard Aubanel        | DVD-DVG        | 1 735        | 6,36 %       |             |             |                    |                   |
|                | Jean-Patrick Cordesse | PS diss.-Verts | 1 627        | 5,97 %       |             |             |                    |                   |
| Inscrits       | Inscrits              | Inscrits       | 50 463       | 100 %        | 50 463      | 100 %       | 33                 | 11                |
| Abstention     | Abstention            | Abstention     | 22 536       | 44,66 %      | 19 201      | 38,05 %     |                    |                   |
| Votants        | Votants               | Votants        | 27 927       | 55,34 %      | 31 262      | 61,95 %     |                    |                   |
| Blancs et nuls | Blancs et nuls        | Blancs et nuls | 657          | 2,35 %       | 631         | 2,02 %      |                    |                   |
| Exprimés       | Exprimés              | Exprimés       | 27 270       | 97,65 %      | 30 631      | 97,98 %     |                    |                   |

#### IVesecteur (6eet8earrondissements)
| Tête de liste  | Tête de liste         | Partis         | Premier tour | Premier tour | Sièges             | Sièges            |
| Tête de liste  | Tête de liste         | Partis         | #            | %            | Conseil de secteur | Conseil municipal |
| -------------- | --------------------- | -------------- | ------------ | ------------ | ------------------ | ----------------- |
|                | Jean-Claude Gaudin    | UDF-RPR        | 19 871       | 50,62 %      | 36                 | 13                |
|                | Francis Allouch       | PS-PCF         | 7 730        | 19,69 %      | 4                  | 1                 |
|                | Hubert Savon          | FN             | 6 944        | 17,69 %      | 4                  | 1                 |
|                | Michèle Poncet-Ramade | PS diss.-Verts | 2 272        | 5,79 %       | 1                  |                   |
|                | Yves Bonnel           | DVD-DVG        | 2 183        | 5,56 %       |                    |                   |
|                | Francis Contrucci     | SE             | 256          | 0,65 %       |                    |                   |
| Inscrits       | Inscrits              | Inscrits       | 70 221       | 100 %        | 45                 | 15                |
| Abstention     | Abstention            | Abstention     | 30 241       | 43,07 %      |                    |                   |
| Votants        | Votants               | Votants        | 39 980       | 56,93 %      |                    |                   |
| Blancs et nuls | Blancs et nuls        | Blancs et nuls | 724          | 1,81 %       |                    |                   |
| Exprimés       | Exprimés              | Exprimés       | 39 256       | 98,19 %      |                    |                   |

#### Vesecteur (9eet10earrondissements)
| Tête de liste  | Tête de liste           | Partis         | Premier tour | Premier tour | Second tour | Second tour | Sièges             | Sièges            |
| Tête de liste  | Tête de liste           | Partis         | #            | %            | #           | %           | Conseil de secteur | Conseil municipal |
| -------------- | ----------------------- | -------------- | ------------ | ------------ | ----------- | ----------- | ------------------ | ----------------- |
|                | Guy Teissier            | UDF-RPR        | 15 365       | 40,56 %      | 20 139      | 47,51 %     | 33                 | 11                |
|                | René Olmeta             | PS-PCF         | 9 809        | 25,89 %      | 15 109      | 35,65 %     | 9                  | 3                 |
|                | Ronald Perdomo          | FN             | 7 848        | 20,72 %      | 7 138       | 16,84 %     | 3                  | 1                 |
|                | Joël Canicave           | PS diss.-Verts | 1 758        | 4,64 %       |             |             |                    |                   |
|                | Jean-Jacques Autissier  | DVD-DVG        | 1 342        | 3,54 %       |             |             |                    |                   |
|                | Gérard Monnier-Besombes | DVD-Écologiste | 1 298        | 3,43 %       |             |             |                    |                   |
|                | Patrick Filosa          | DVG            | 462          | 1,22 %       |             |             |                    |                   |
| Inscrits       | Inscrits                | Inscrits       | 69 310       | 100 %        | 69 304      | 100 %       | 45                 | 15                |
| Abstention     | Abstention              | Abstention     | 31 116       | 44,89 %      | 26 093      | 37,65 %     |                    |                   |
| Votants        | Votants                 | Votants        | 38 194       | 55,11 %      | 43 211      | 62,35 %     |                    |                   |
| Blancs et nuls | Blancs et nuls          | Blancs et nuls | 312          | 0,82 %       | 825         | 1,91 %      |                    |                   |
| Exprimés       | Exprimés                | Exprimés       | 37 882       | 99,18 %      | 42 386      | 98,09 %     |                    |                   |

#### VIesecteur (11eet12earrondissements)
| Tête de liste  | Tête de liste  | Partis         | Premier tour | Premier tour | Second tour | Second tour | Sièges             | Sièges            |
| Tête de liste  | Tête de liste  | Partis         | #            | %            | #           | %           | Conseil de secteur | Conseil municipal |
| -------------- | -------------- | -------------- | ------------ | ------------ | ----------- | ----------- | ------------------ | ----------------- |
|                | Roland Blum    | UDF-RPR        | 12 183       | 36,22 %      | 16 764      | 43,14 %     | 29                 | 10                |
|                | Jean Bonat     | PS-PCF         | 10 269       | 30,53 %      | 15 572      | 40,08 %     | 7                  | 2                 |
|                | Gilbert Victor | FN             | 7 135        | 21,21 %      | 6 521       | 16,78 %     | 3                  | 1                 |
|                | Michel Pezet   | PS diss.-Verts | 2 393        | 7,11 %       |             |             |                    |                   |
|                | Michel Reggi   | DVD-DVG        | 1 659        | 4,93 %       |             |             |                    |                   |
| Inscrits       | Inscrits       | Inscrits       | 62 627       | 100 %        | 62 577      | 100 %       | 39                 | 13                |
| Abstention     | Abstention     | Abstention     | 28 257       | 45,12 %      | 22 963      | 36,70 %     |                    |                   |
| Votants        | Votants        | Votants        | 34 370       | 54,88 %      | 39 614      | 63,30 %     |                    |                   |
| Blancs et nuls | Blancs et nuls | Blancs et nuls | 731          | 2,13 %       | 757         | 1,91 %      |                    |                   |
| Exprimés       | Exprimés       | Exprimés       | 33 639       | 97,87 %      | 38 857      | 98,09 %     |                    |                   |

#### VIIesecteur (13eet14earrondissements)
| Tête de liste  | Tête de liste    | Partis         | Premier tour | Premier tour | Second tour | Second tour | Sièges             | Sièges            |
| Tête de liste  | Tête de liste    | Partis         | #            | %            | #           | %           | Conseil de secteur | Conseil municipal |
| -------------- | ---------------- | -------------- | ------------ | ------------ | ----------- | ----------- | ------------------ | ----------------- |
|                | Lucien Weygand   | PS-PCF         | 13 732       | 37,48 %      | 19 279      | 45,72 %     | 36                 | 12                |
|                | Maurice Gros     | FN             | 9 627        | 26,28 %      | 9 119       | 21,62 %     | 4                  | 1                 |
|                | Bernard Leccia   | RPR-UDF        | 9 612        | 26,24 %      | 13 773      | 32,66 %     | 8                  | 3                 |
|                | Mohamed Choucha  | PS diss.-Verts | 2 084        | 5,69 %       |             |             |                    |                   |
|                | François Siouffi | DVD-DVG        | 1 581        | 4,32 %       |             |             |                    |                   |
| Inscrits       | Inscrits         | Inscrits       | 70 156       | 100 %        | 70 156      | 100 %       | 48                 | 16                |
| Abstention     | Abstention       | Abstention     | 32 671       | 46,57 %      | 27 207      | 38,78 %     |                    |                   |
| Votants        | Votants          | Votants        | 37 485       | 53,43 %      | 42 949      | 61,32 %     |                    |                   |
| Blancs et nuls | Blancs et nuls   | Blancs et nuls | 849          | 2,26 %       | 778         | 1,81 %      |                    |                   |
| Exprimés       | Exprimés         | Exprimés       | 36 636       | 97,74 %      | 42 171      | 98,19 %     |                    |                   |

#### VIIIesecteur (15eet16earrondissements)
| Tête de liste  | Tête de liste       | Partis         | Premier tour | Premier tour | Second tour | Second tour | Sièges             | Sièges            |
| Tête de liste  | Tête de liste       | Partis         | #            | %            | #           | %           | Conseil de secteur | Conseil municipal |
| -------------- | ------------------- | -------------- | ------------ | ------------ | ----------- | ----------- | ------------------ | ----------------- |
|                | Guy Hermier         | PCF-PS         | 7 577        | 36,21 %      | 11 207      | 48,88 %     | 27                 | 9                 |
|                | Jean-Pierre Baumann | FN             | 5 746        | 27,46 %      | 5 891       | 25,69 %     | 5                  | 2                 |
|                | Bernard Chatel      | UDF-RPR        | 3 794        | 18,13 %      | 5 829       | 25,42 %     | 4                  | 1                 |
|                | Lucien Vassal       | PCF diss.      | 1 923        | 9,19 %       |             |             |                    |                   |
|                | Michel Cristofol    | PS diss.-Verts | 1 140        | 5,45 %       |             |             |                    |                   |
|                | Marie-Thérèse Broc  | DVD-DVG        | 586          | 2,80 %       |             |             |                    |                   |
|                | Victor Villodre     | PT (EXG)       | 161          | 0,77 %       |             |             |                    |                   |
| Inscrits       | Inscrits            | Inscrits       | 40 373       | 100 %        | 40 373      | 100 %       | 36                 | 12                |
| Abstention     | Abstention          | Abstention     | 19 077       | 47,25 %      | 17 011      | 42,13 %     |                    |                   |
| Votants        | Votants             | Votants        | 21 296       | 52,75 %      | 23 362      | 57,87 %     |                    |                   |
| Blancs et nuls | Blancs et nuls      | Blancs et nuls | 342          | 1,73 %       | 435         | 1,86 %      |                    |                   |
| Exprimés       | Exprimés            | Exprimés       | 20 927       | 98,27 %      | 22 927      | 98,14 %     |                    |                   |